# Abakus (arkitektur)

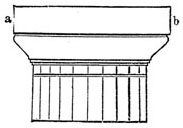
Abakus är plattan mellan a och b.

Abakus är en slät platta, ovanpå ett kapitäl, det vill säga högst upp i en kolonn, som bär upp en arkitrav, båge eller överliggare. Abakus tar upp trycket från entablementet.